# Makigumo (1942)
El Makigumo (巻雲 nube rodante?) fue un destructor de la clase Yūgumo. Sirvió en la Armada Imperial Japonesa durante la Segunda Guerra Mundial.

## Historia

### Diseño
La clase Yūgumo fue diseñada para reemplazar a la clase Kagerō con pequeñas mejoras en el aumento de sus capacidades antiaéreas.

### Segunda Guerra Mundial
El Makigumo entraría en servicio durante la batalla de Midway en la que estaba encuadrado en la 1.ª Flota, dentro de las fuerzas de la Kidō Butai, formando la 10.ª División de Destructores junto con el Kazagumo y el Yūgumo. La división estaba al mando del capitán Toshio Abe.
Poco después de la batalla de las islas de Santa Cruz durante las horas tempranas del 27 de octubre de 1942, el Makigumo, junto con el Akigumo, hundieron al portaaviones abandonado USS Hornet. Los destructores estadounidenses habían intentado anteriormente hundir al Hornet para evitar su captura, pero esto no fue posible debido a que las fuerzas japonesas les obligaron a retirarse. A pesar de esto, los japoneses fallaron en su misión de bombardear Henderson Field.
El 1 de febrero de 1943, el Makigumo estaba evacuando tropas de Guadalcanal. Mientras maniobraba para evitar un ataque de un barco patrulla, golpeó una mina. El destructor Yūgumo rescató a 237 supervivientes, incluido el Comandante Fujita, para posteriormente sentenciar al Makigumo con un torpedo, a 4.8 km al sur-suroeste de la isla de Savo.